# Clayton Pachal
Clayton Pachal (né le 21 avril 1956 à Yorkton, Saskatchewan au Canada et mort le 7 février 2021 à Saskatoon dans cette même province) est un joueur canadien de hockey sur glace professionnel à la retraite. Il évoluait en position de centre.

## Carrière
De 1972 à 1976, Clayton Pachal joue avec les Bruins de New Westminster de Ligue de hockey de l'Ouest canadien. En 1975, il est sélectionné en équipe du Canada pour le championnat du monde junior non officiel où il remporte une médaille d'argent. Lors du repêchage amateur 1976 de la Ligue nationale de hockey, il est choisi en première ronde par les Bruins de Boston (16e choix au total). Il est également choisi en seconde ronde du repêchage amateur 1976 de la Association mondiale de hockey par les Jets de Winnipeg.
En 1977, il devient professionnel, jouant l'essentiel de ses deux premières saisons avec les Americans de Rochester de la Ligue américaine de hockey. Durant cette période, il fait 11 apparitions en LNH sous le chandail des Bruins. En octobre 1978, il est échangé aux Rockies du Colorado. Un an plus tard, il signe comme agent libre avec les Oilers d'Edmonton mais passe la saison qui suit dans les ligues mineures. En 1980, il met un terme à sa carrière de joueur professionnel.
Durant les quatre années qui suivent, il joue pour plusieurs équipes du niveau intermédiaire de l'Association de hockey amateur de la Saskatchewan.

## Statistiques
| Saison     | Équipe                    | Ligue          |    | Saison régulière | Saison régulière | Saison régulière | Saison régulière | Saison régulière |   | Séries éliminatoires | Séries éliminatoires | Séries éliminatoires | Séries éliminatoires | Séries éliminatoires |
| Saison     | Équipe                    | Ligue          | PJ | B                | A                | Pts              | Pun              | PJ               | B | A                    | Pts                  | Pun                  |                      |                      |
| 1972-1973  | Terriers de Yorkton       | SJHL           |    |                  |                  |                  |                  |                  |   |                      |                      |                      |                      |                      |
| 1972-1973  | Bruins de New Westminster | LHOC           | 37 | 2                | 2                | 4                | 67               | 5                | 0 | 0                    | 0                    | 16                   |                      |                      |
| 1973-1974  | Bruins de New Westminster | LHOC           | 67 | 8                | 11               | 19               | 278              | 11               | 1 | 1                    | 2                    | 39                   |                      |                      |
| 1974-1975  | Bruins de New Westminster | LHOC           | 65 | 17               | 30               | 47               | 306              | 17               | 3 | 6                    | 9                    | 72                   |                      |                      |
| 1975       | Bruins de New Westminster | Coupe Memorial |    |                  |                  |                  |                  | 4                | 2 | 1                    | 3                    | 4                    |                      |                      |
| 1975-1976  | Bruins de New Westminster | LHOC           | 65 | 41               | 47               | 88               | 259              | 15               | 9 | 8                    | 17                   | 29                   |                      |                      |
| 1976       | Bruins de New Westminster | Coupe Memorial |    |                  |                  |                  |                  | 4                | 2 | 0                    | 2                    | 14                   |                      |                      |
| 1976-1977  | Bruins de Boston          | LNH            | 1  | 0                | 0                | 0                | 12               |                  |   |                      |                      |                      |                      |                      |
| 1976-1977  | Americans de Rochester    | LAH            | 70 | 8                | 20               | 28               | 150              | 9                | 4 | 2                    | 6                    | 2                    |                      |                      |
| 1976-1977  | Dusters de Broome         | NAHL           | 1  | 0                | 0                | 0                | 0                |                  |   |                      |                      |                      |                      |                      |
| 1977-1978  | Bruins de Boston          | LNH            | 10 | 0                | 0                | 0                | 14               |                  |   |                      |                      |                      |                      |                      |
| 1977-1978  | Americans de Rochester    | LAH            | 61 | 10               | 10               | 20               | 105              | 6                | 1 | 2                    | 3                    | 7                    |                      |                      |
| 1978-1979  | Rockies du Colorado       | LNH            | 24 | 2                | 3                | 5                | 69               |                  |   |                      |                      |                      |                      |                      |
| 1978-1979  | Firebirds de Philadelphie | LAH            | 26 | 1                | 4                | 5                | 75               |                  |   |                      |                      |                      |                      |                      |
| 1979-1980  | Stingers de Cincinnati    | LCH            | 18 | 0                | 2                | 2                | 31               |                  |   |                      |                      |                      |                      |                      |
| 1979-1980  | Owls de Grand Rapids      | LIH            | 34 | 8                | 17               | 25               | 64               |                  |   |                      |                      |                      |                      |                      |
| Totaux LNH | Totaux LNH                | Totaux LNH     | 35 | 2                | 3                | 5                | 95               |                  |   |                      |                      |                      |                      |                      |

## Transactions en carrière
- 11 octobre 1978 : échangé aux Rockies du Colorado par les Bruins de Boston en retour de Mark Suzor.
- juillet 1979 : signé par les Oilers d'Edmonton comme agent libre.

## Titres et honneurs personnels
- Ligue de hockey de l'Ouest canadien
  - Champion de la coupe Ed Chynoweth 1975 et 1976 avec les Bruins de New Westminster.